# Balaganj
Balaganj (en bengali : বালাগঞ্জ) est une upazila du Bangladesh dans le district de Sylhet. En 1991, on y dénombrait 230 865 habitants.